# دبورا آلن
دبورا آلن (به انگلیسی: Deborah Allen)(زاده ۳۰ سپتامبر ۱۹۵۳) خواننده، ترانه‌سرا، بازیگر آمریکایی است.
از کارهای معروف او می‌توان به بازی در فیلم چیزی به نام عشق اشاره کرد.